# كونور فيلدس
كونور فيلدس (بالإنجليزية: Connor Fields)‏ مواليد 14 سبتمبر 1992 في بلانو، هو دراج أمريكي. شارك في دورة الألعاب الأولمبية الصيفية.

## روابط خارجية
- كونور فيلدس على موقع أرشيف الدراجات (الإنجليزية)
- كونور فيلدس على موقع CycleBase (الإنجليزية)
- كونور فيلدس على موقع نتائج كأس العالم لسباقات دراجات (بي.أم.إكس) (الإنجليزية)
- كونور فيلدس على موقع اللجنة الأولمبية الدولية (الإنجليزية)
- كونور فيلدس على موقع أوليمبيديا (الإنجليزية)
- كونور فيلدس على موقع اللجنة الأولمبية والبارالمبية الأمريكية (الإنجليزية)